# Томас Зюдгоф
Томас Крістіан Зюдгоф (нім. Thomas Christian Südhof; нар. 22 грудня 1955) — німецько-американський біохімік та нейробіолог, що спеціалізується на дослідженні синапсів. Професор Стенфордського університету, очолює Зюндгофську лабораторію при медичній школі. 2013 року спільно з Джеймсом Ротманом та Ренді Шекманом отримав Нобелівську премію з фізіології або медицини.

## Біографія
Томас Зюдгоф народився в Геттінгені, дитинство й шкільні роки провів у Геттінгені та Гановері. Студіював медицину в Технічному університеті Ахена, Гарвардському та Геттінгенському університетах. 1982 року в інституті біофізичної хімії Макса Планка він захистив дисертацію «Die biophysikalische Struktur der chromaffinen Granula im Lichte ihres Osmometerverhaltens und ihrer osmotischen Lyse», присвячену структурі та функціями хромафінних клітин надниркових залоз, в яких утворюються гормони адреналін та норадреналін.
У рамках своєї постдокторантури Зюдгоф працював у відділенні молекулярної біології Південно-Західного медичного центру при Техаському університеті в Далласі під керівництвом майбутніх нобелівських лауреатів Майкла Стюарта Брауна та Джозефа Леонарда Голдштейна. Там йому вдалося провести клонування ЛПНЩ-рецепторів. Після цього він зайнявся дослідженням молекулярної основи передачі сигналів в нервовій системі і 1991 року отримав посаду професора молекулярної генетики на однойменному факультеті при Техаському університеті (UT Southwestern).
З 1995 по 1998 рік Зюдгоф був науковим членом (Wissenschaftliches Mitglied) Товариства Макса Планка та директором Інституту Макса Планка з експериментальної медицини в Геттінгені. 1998 року Зюдгоф повернувся на попереднє місце роботи в Даллас.
Одною з тем його досліджень було питання про те, як утворюються і розвиваються синапси мозку на ембріональному рівні та пізніше, під час процесів навчання (синаптична пластичність).
Зюдгоф також досліджував причини нейронних захворювань, таких як хвороба Альцгаймера, хвороба Паркінсона, шизофренія, тривожний невроз і аутизм, а також вивчав вплив ботулотоксину типу А на клітинному та молекулярному рівні.
2008 року Зюдгоф перейшов на роботу в Стенфордський університет, де обіймає меморіальну посаду професора вищої медичної школи (англ. Avram Goldstein Professor in the School of Medicine), а також професора з молекулярної та клітинної фізіології, психіатрії і неврології.

## Нагороди
- 1993 Премія В. Алдера Спенсера колумбійського університету (разом з Річародом Шеллером)
- 1994 Премія Вільяма Фелдберга
- 1997 Roger Eckert Award Lecture, Göttingen
- 1997 Премія Національної академії наук США в галузі молекулярної біології (разом з Річардом Шеллером)
- 2004 Премія MetLife (разом з Роберто Малінов)
- 2008 Премія біофізичного товариства іммені сера Бернарда Катца (разом з Райнгардом Яном)
- 2008 Премія Пассано
- 2010 Премія Кавлі (разом з Річардом Шеллером та Джеймсом Ротманом)
- 2013 Премія Альберта Ласкера за фундаментальні медичні дослідження
- 2013 Нобелівська премія з медицини (2013)

## Вибрані праці
- Südhof, T.C.: The structure of the human synapsin I gene and protein. In: Journal of Biological Chemistry 265, 1990, 7849-7852.
- Brose, N., Petrenko, A.G., Südhof, T.C., and Jahn, R.: Synaptotagmin: A Ca2+ sensor on the synaptic vesicle surface. In: Science 256, 1992, 1021—1025.
- Ushkaryov, Y.A., Petrenko, A.G., Geppert, M., and Südhof, T.C.: Neurexins: Synaptic cell surface proteins related to the α-latrotoxin receptor and laminin. In: Science 257, 1992, 50-56.
- Geppert, M., Bolshakov, V.Y., Siegelbaum, S.A., Takei, K., De Camilli, P., Hammer, R.E., and Südhof, T.C.: The role of Rab3A in neurotransmitter release. In: Nature 369, 1994, 493—497.
- Geppert, M., Goda, Y., Hammer, R.E., Li, C., Rosahl, T.W., Stevens, C.F., and Südhof, T.C.: Synaptotagmin I: A major Ca2+ sensor for transmitter release at a central synapse. In: Cell 79, 1994, 717—727.
- Schoch, S., Castillo, P.E., Jo, T., Mukherjee, K., Geppert, M., Wang, Y., Schmitz, F., Malenka, R.C., and Südhof, T.C.: RIM1α forms a protein scaffold for regulating neurotransmitter release at the active zone. In: Nature 415, 2002, 321—326.
- Südhof, T.C.: Calcium control of neurotransmitter release. In: Cold Spring Harbor Perspectives in Biology. 4 (1), 2012